# 726
726（七百二十六、七二六、ななひゃくにじゅうろく）は自然数、また整数において、725の次で727の前の数である。

## 性質
- 726は合成数であり、約数は1, 2, 3, 6, 11, 22, 33, 66, 121, 242, 363, 726である。
  - 約数の和は1596。
  - 175番目の過剰数である。1つ前は720、次は728。
- 11番目の五角錐数である。1つ前は550、次は936。
- 726 = 12 + 72 + 262 = 12 + 102 + 252 = 12 + 142 + 232 = 132 + 142 + 192
  - 異なる3つの平方数の和4通りで表せる66番目の数である。1つ前は722、次は737。(オンライン整数列大辞典の数列 A025342)
- 726 = 6 × 112
  - n = 11 のときの 6n2 の値とみたとき1つ前は600、次は864。(オンライン整数列大辞典の数列 A033581)
- 726 = 93 − 3
  - n = 3 のときの 9n − n の値とみたとき1つ前は79、次は6557。(オンライン整数列大辞典の数列 A024102)
- 726 = 36 − 3
  - n = 3 のときの n6 − n の値とみたとき1つ前は62、次は4092。(オンライン整数列大辞典の数列 A131473)
  - 素数 p = 3 のときの p6 − p の値とみたとき1つ前は62、次は15620。(オンライン整数列大辞典の数列 A138408)
- 726 = 6! + 6
  - n = 6 のときの n! + n の値とみたとき1つ前は125、次は5047。(オンライン整数列大辞典の数列 A005095)
- 726 = 2 × 3 × 112
  - 3つの異なる素因数の積で p2 × q × r の形で表せる51番目の数である。1つ前は708、次は732。(オンライン整数列大辞典の数列 A085987)
- 約数の和が726になる数は2個ある。(405, 482) 約数の和2個で表せる47番目の数である。1つ前は632、次は762。
- 各位の和が15になる52番目の数である。1つ前は717、次は735。

## その他 726 に関連すること
- 西暦726年
- 紀元前726年
- G.726とはADPCM音声コーディックのITU-T勧告である。
- IBM 726
- ルイテン726-8 (Luyten 726-8) は、くじら座にある連星。
- メレディス (USS Meredith, DD-726) は、アメリカ海軍の駆逐艦。
- オハイオ (USS Ohio, SSBN/SSGN-726) は、アメリカ海軍のオハイオ級原子力潜水艦。
- 726型エアクッション揚陸艇